# ۷۹۴ (قمری)
۷۹۴ (قمری)، هفتصد و نود و چهارمین سال در گاهشماری هجری قمری است. اول محرم این سال برابر با هفتم دسامبر سال ۱۳۹۱ میلادی است.